# حزب المنع
حزب المنع (PRO) هو حزب سياسي في الولايات المتحدة معروف بمعارضته التاريخية لبيع أو استهلاك المشروبات الكحولية وجزء لا يتجزأ من حركة الاعتدال. إنه أقدم حزب ثالث موجود في الولايات المتحدة وثالث أطول حزب نشط.
كان الحزب ذات يوم قوة مهمة في نظام الحزب الثالث خلال أواخر القرن التاسع عشر وأوائل القرن العشرين، مع أنه لم يكن أبدًا واحدًا من الأحزاب الرئيسية في الولايات المتحدة. تراجعت شعبية المنظمة بعد سن حظر الكحوليات في الولايات المتحدة ولكنها شهدت ارتفاعًا في إجمالي الأصوات بعد إلغاء التعديل الثامن عشر في عام 1933. ومع ذلك، وعقب الحرب العالمية الثانية، تراجعت شعبيته مع انتخابات الرئاسة الأمريكية عام 1948 التي كانت آخرة مرة حصل فيها مرشحه الرئاسي على أكثر من 100 ألف صوت وانتخابات الرئاسة الأمريكية عام 1976 التي كانت المرة الأخيرة التي حصل فيها على أكثر من 10 آلاف صوت.
لقد تغير برنامج الحزب على مدى وجوده. دعمت برامجه طوال القرن التاسع عشر المواقف التقدمية والشعبوية بما في ذلك حق المرأة في التصويت، والمساواة في الحقوق العرقية والجنسانية، ونظام المعدنين، والمساواة في الأجور، وضريبة الدخل. إن برنامج الحزب اليوم تقدمي من حيث أنه يدعم الإشراف البيئي وحقوق الحيوان والتعليم المجاني، لكنه محافظ في القضايا الاجتماعية، مثل دعم الاعتدال والدعوة إلى أخلاقيات الحياة المتسقة.